# Blue Scar
 (janvier 2022).
La mise en forme du texte ne suit pas les recommandations de Wikipédia : il faut le « wikifier ».
Les points d'amélioration suivants sont les cas les plus fréquents :
- Les titres sont pré-formatés par le logiciel. Ils ne sont ni en capitales, ni en gras.
- Le texte ne doit pas être écrit en capitales (les noms de famille non plus), ni en gras, ni en italique, ni en « petit »…
- Le gras n'est utilisé que pour surligner le titre de l'article dans l'introduction, une seule fois.
- L'italique est rarement utilisé : mots en langue étrangère, titres d'œuvres, noms de bateaux, etc.
- Les citations ne sont pas en italique mais en corps de texte normal. Elles sont entourées par des guillemets français : « et ».
- Les listes à puces sont à éviter, des paragraphes rédigés étant largement préférés. Les tableaux sont à réserver à la présentation de données structurées (résultats, etc.).
- Les appels de note de bas de page (petits chiffres en exposant, introduits par l'outil «  Source ») sont à placer entre la fin de phrase et le point final[comme ça].
- Les liens internes (vers d'autres articles de Wikipédia) sont à choisir avec parcimonie. Créez des liens vers des articles approfondissant le sujet. Les termes génériques sans rapport avec le sujet sont à éviter, ainsi que les répétitions de liens vers un même terme.
- Les liens externes sont à placer uniquement dans une section « Liens externes », à la fin de l'article. Ces liens sont à choisir avec parcimonie suivant les règles définies. Si un lien sert de source à l'article, son insertion dans le texte est à faire par les notes de bas de page.
- La présentation des références doit suivre les conventions bibliographiques. Il est recommandé d'utiliser les modèles {{Ouvrage}}, {{Chapitre}}, {{Article}}, {{Lien web}} et/ou {{Bibliographie}}. Le mode d'édition visuel peut mettre en forme automatiquement les références.
- Insérer une infobox (cadre d'informations à droite) n'est pas obligatoire pour parachever la mise en page.

Pour une aide détaillée, merci de consulter Aide:Wikification.
Si vous pensez que ces points ont été résolus, vous pouvez retirer ce bandeau et améliorer la mise en forme d'un autre article.
Blue Scar est un film gallois réalisé en 1949 par Jill Craigie. L'action de Blue Scar se déroule dans un village gallois où la mine vient d'être nationalisée. Le film se concentre sur la relation entre Olwen Williams, la fille d'un mineur qui quitte le village pour vivre à Londres, et Tom Thomas, qui consacre sa vie à travailler dans la mine. Avec l'expérience de Craigie dans les films documentaires à message social, Blue Scar a été conçu pour soulever des questions sur la valeur de la nationalisation de l'industrie du charbon.  
Craigie était une réalisatrice de documentaires socialiste et Blue Scar est le seul film non documentaire qu'elle a réalisé. Elle a déclaré après la projection, que le documentaire était le meilleur genre cinématographique pour la critique sociale.
La bande originale est composée par la galloise Grace Williams. En plus d'être la première musique de film de Williams, c'est la première fois qu'une femme britannique a écrit pour un long métrage.

## Synopsis
Olwen Williams (Gwyneth Vaughan) est la fille d'un mineur d'une ville minière du sud du Pays de Galles, où la mine a récemment été nationalisée. Elle souhaite passer de son éducation pauvre à un style de vie plus épanouissant. Une occasion se présente à elle lorsqu'elle remporte une bourse de chant dans une école de musique à Cardiff. Elle décide de quitter sa ville natale pour saisir cette occasion, ce qui signifie être loin de Tom Thomas (Emrys Jones), un mineur local qui est amoureux d'elle.
Alors qu'Olwen est loin de chez elle, un psychologue industriel de Londres nommé Alfred Collins (Anthony Pendrell) lui propose, et elle accepte. Elle annonce cette nouvelle à Tom alors qu'elle assiste aux funérailles de son père à la suite d'un accident minier. Olwen déménage à Londres avec Alfred, mais est déçue par sa nouvelle vie là-bas.
Pendant ce temps, Tom est blessé dans un accident minier et passe du temps à Talygarn, une maison de convalescence. Le voici soigné par Glynis (Dilys Jones), kinésithérapeute et amie d'Olwen. Tom et Glynis tombent amoureux. Tom rencontre également le succès au travail, accédant au poste de manager. Après sa promotion, il rend visite à Olwen à Londres, dans une vaine tentative de la persuader de retourner au Pays de Galles. Tom meurt plus tard d'une maladie liée à l'exploitation minière. Le film se termine avec Olwen chantant "Home! Sweet Home!" dans une émission de radio.

## Production et coût
Blue Scar a été produit par Outlook Films, une société de production indépendante créée en 1948 par la réalisatrice Jill Craigie et gérée en partenariat avec le producteur William MacQuitty. 
La moitié du financement provenait du National Coal Board, bien qu'il y ait un désaccord sur le coût total de production: selon Craigie, le film a coûté 80 000 £, alors que MacQuitty a placé le chiffre dans son autobiographie à 45 000 £.
Le cinéma désaffecté Electric Theatre dans la ville galloise de Port Talbot servait de studio de fortune, loué au prix de 1 £ par jour. L'intérieur du cinéma a été adapté pour le tournage, y compris la construction d'une scène insonorisée. Du charbon a été amené pour filmer des scènes dans la mine elle-même. D'autres scènes ont été tournées sur place à Abergwynfi, un village du sud-ouest du pays de Galles. La plupart des acteurs étaient composés d'acteurs amateurs issus de la région.

## Distribution
Le traitement par le film de son sujet a créé des difficultés pour la distribution, car les cinémas étaient réticents à le montrer. MacQuitty a rappelé plus tard: "Nous n'avions aucun poids. Nous ne pouvions pas les forcer à le prendre. A cette époque, il y avait le sentiment que les gens ne voulaient que l'évasion, pas la réalité". Le critique du Daily Herald, Richard Winnington, a mené une campagne pour que le film sorte dans les cinémas ABC et, après une série de projections tests, le film a finalement été distribué au sein de la chaîne ABC.

## Réception

### Une visée critique
Le film a été conçu comme un commentaire critique sur la nationalisation de l'industrie charbonnière, notamment en matière de sécurité, de conditions de travail et de traitement des mineurs. Le titre, Blue Scar, fait référence à la couleur bleue qui caractérise la peau blessée lorsqu'elle est affectée par la poussière de charbon.

### Ce que disent les critiques...
Les critiques sont en désaccord sur la réception du film lors de sa sortie. Selon Gwendolyn Audrey Foster, le film a reçu "d'excellentes critiques et une réponse enthousiaste du public", mais Philip Gillett a suggéré le contraire. Dans le Monthly Film Bulletin, la revue du British Film Institute a salué le réalisme du film, capturant avec authenticité la vie et l'environnement du village minier. Le critique, cependant, a suggéré que l'intrigue avait "de nombreuses absurdités" et que Craigie, bien que talentueux en tant que réalisateur, avait "plutôt moins de talent pour la narration". Un critique du Times partageait ce point de vue, déclarant que la vie des mineurs était bien capturée, mais que le message social n'était "pas très clair" et que la fin du film était "tout simplement idiote". Le critique était également incertain du mélange d'éléments documentaires et de fiction, estimant que "le mélange d'histoire romantique et de démonstration objective des manières des villages miniers gallois n'est pas toujours harmonieux".